# Hoplitis benoisti
Hoplitis benoisti är en biart som först beskrevs av Johann Dietrich Alfken 1935.  Hoplitis benoisti ingår i släktet gnagbin, och familjen buksamlarbin.

## Underarter
Arten delas in i följande underarter:
- H. b. benoisti
- H. b. gregaria